# True Story (film)
Pour les articles homonymes, voir True Story.
Pour plus de détails, voir Fiche technique et Distribution.
True Story est un drame biographique américain réalisé par Rupert Goold, sorti en 2015. Il est basé sur la vie de Michael Finkel.

## Synopsis
Le journaliste Michael Finkel se fait renvoyer du New York Times pour avoir falsifié des informations. Il obtient une « chance de rédemption » lorsqu'un présumé assassin déclare qu'il s'est fait passer pour lui durant plusieurs mois. Michael va donc à la rencontre de cet homme, Christian Longo (en), qui était dans les années 2000 sur la liste des dix fugitifs les plus recherchés du FBI pour avoir tué sa femme et ses trois enfants.

## Fiche technique
- Titre original : True Story
- Réalisation : Rupert Goold
- Scénario : David Kajganich (en), d'après Le Journaliste et le meurtrier de Michael Finkel
- Direction artistique : Jeremy Hindle
- Décors : David Schlesinger
- Costumes : Catherine Marie Thomas
- Photographie : Masanobu Takayanagi
- Montage : Nicolas De Toth
- Musique : Marco Beltrami
- Production : Dede Gardner, Anthony Katagas, Jeremy Kleiner et Brad Pitt
- Sociétés de production : New Regency Pictures et Plan B Entertainment
- Société(s) de distribution : Fox Searchlight Pictures (USA)
- Pays d’origine : États-Unis
- Langue originale : anglais
- Format : couleur -
- Genre : Drame biographique
- Durée : 100 minutes
- Dates de sortie[2] :
  -  États-Unis : 23 janvier 2015 (Festival du film de Sundance 2015) ; 10 avril 2015[3] (sortie nationale)
  -  France : 16 septembre 2015

## Distribution
- Jonah Hill (VFB : Philippe Allard) : Michael Finkel
- James Franco (VFB : Michelangelo Marchese) : Christian Longo
- Felicity Jones (VFB : Séverine Cayron) : Jill
- Maria Dizzia : Mary Jane Longo
- Ethan Suplee (VFB : Laurent Bonnet) : Pat Frato
- Connor Kikot : Zachary Longo
- Gretchen Mol (VFB : Colette Sodoyez) : Karen
- Betty Gilpin : Cheryl
- John Sharian : le shérif
- Robert Stanton (VFB : David Manet) : Jeffrey Gregg
- Robert John Burke (VFB : Robert Guilmard) : Greg Ganley
- Genevieve Angelson : Tina Alvis
- Dana Eskelson : Joy Longo
- Joel Garland : Dan Pegg
- Rebecca Henderson : Ellen Parks
- Byron Jennings (VFB : Luc Vandermaelen) : juge Odenkirk
- Maryann Plunkett : Maureen Duffy

## Distinctions

### Nominations et sélections
- Festival du film de Sundance 2015 : sélection Premieres